# Кравцов, Виталий Юрьевич
Вита́лий Ю́рьевич Кравцо́в (род. 23 декабря 1999, Владивосток) — российский хоккеист, крайний нападающий.

## Карьера
Воспитанник хоккейной школы «Трактора». Заниматься хоккеем начал под руководством своего отца в родном Владивостоке, на выходных выезжая играть в Хабаровск. Параллельно с занятиями хоккеем ходил в секции кудо и тренировался в школе футбольного «Луча».
В сезоне 2016/17 дебютировал за «Белых медведей» в МХЛ и за «Челмет» в ВХЛ. В КХЛ впервые сыграл 10 декабря 2016 года в матче против «Адмирала». Выйдя на лёд в 16 лет 11 месяцев и 17 дней, стал одним из самых молодых дебютантов в истории «Трактора». Провёл на площадке одну смену (0:29) и успел отметиться броском по воротам. Всего в дебютном сезоне регулярного чемпионата сыграл 3 матча. 22 февраля в первом матче плей-офф с «Барысом» забросил шайбу в 17 лет и 61 дня и стал самым молодым хоккеистом, отличившимся в плей-офф КХЛ.
21 июня 2018 года выбран под общим девятым номером на драфте новичков Национальной хоккейной лиги клубом «Нью-Йорк Рейнджерс».
9 июля 2018 года подписал с «Трактором» новый контракт на один сезон.
3 мая 2019 года подписал контракт новичка с «Нью-Йорк Рейнджерс».
После тренировочного лагеря «Рейнджерс» отправили Кравцова в фарм-клуб «Хартфорд Вулф Пэк» из Американской хоккейной лиги. За «Хартфорд» Кравцов провёл 5 матчей, после чего принял решение вернуться в Россию и продолжить выступления за «Трактор». Однако в середине декабря снова вернулся за океан.
Из-за позднего старта сезона, связанного с пандемией коронавируса, был вновь отдан в аренду «Трактору». В регулярном чемпионате КХЛ провёл 49 матчей, в которых набрал 24 (16+8) очков. После вылета «Трактора» из плей-офф, вернулся в расположение «Нью-Йорк Рейнджерс». 3 апреля 2021 года провёл свой дебютный матч в НХЛ. 11 апреля в матче против «Нью-Йорк Айлендерс» отдал результативную передачу, что стало для игрока первым набранным очком в НХЛ. 18 апреля забросил первую шайбу в НХЛ, поразив ворота «Нью-Джерси Девилз».
Сезон 2021/22 провёл в составе «Трактора». 12 июня 2022 года подписал односторонний контракт с «Нью-Йорк Рейнджерс» на 1 год.
6 августа 2025 года  заключил однолетний двусторонний контракт с «Ванкувер Кэнакс».

## Семья
Старшая сестра Анастасия замужем за хоккеистом Дмитрием Саморуковым.

## Достижения
- Участник Кубка Вызова 2017
- Лучший новичок сезона КХЛ 2017/18
- Участник матча звёзд КХЛ: 2019

## Статистика
| Легенда | Легенда                    | Легенда | Легенда                   | Легенда | Легенда    |
| ------- | -------------------------- | ------- | ------------------------- | ------- | ---------- |
| И       | Количество проведённых игр | Штр     | Штрафное время            | +/−     | Плюс-минус |
| Г       | Голы                       | П       | Голевые передачи          | О       | Очки       |
| -       | Статистика неизвестна      | —       | Статистика не учитывалась |         |            |